# Ramón Tapia
Ramón Tapia Zapata (17 marzo 1932 – 12 aprile 1984) è stato un pugile cileno.

## Palmarès

### Olimpiadi
- 1 medaglia:
  - 1 argento (Melbourne 1956 nei pesi medi)